# 高桑村
高桑村（たかくわむら）は、かつて岐阜県稲葉郡にあった村である。
現在の岐阜市柳津町高桑東、柳津町高桑西、柳津町高桑堤外、および柳津町流通センターの一部などに該当する。
当村発足時は厚見郡の村であったが、郡の合併で稲葉郡の村となった。

## 歴史
- 江戸時代、この地域は厚見郡であり、加納藩領であった。
- 1889年（明治22年）7月1日 - 町村制により厚見郡高桑村が発足。
- 1897年（明治30年）4月1日[2] - 厚見郡、各務郡、方県郡（一部）が合併し、稲葉郡となる。当村は稲葉郡の村となる。
- 1897年（明治30年）4月1日 - 佐波村と合併し、佐波村が発足。同日高桑村は廃止。

## 教育
- 高桑尋常小学校（1897年に佐波尋常小学校と統合し、佐波尋常小学校高桑分校場→佐波国民学校高桑分校場。1945年廃校。）